# Vrij van helm
Vrij van helm is een hoorspel van Dick Walda. De VARA zond het uit op zaterdag 8 februari 1969. De regisseur was Ad Löbler. De uitzending duurde 42 minuten.

## Rolbezetting
- Hans Veerman (soldaat Kuik)
- Hans Karsenbarg (soldaat Roeter)
- Herman van Eelen (soldaat Rood)
- Pollo Hamburger (een naamloze soldaat)
- Huib Orizand (sergeant De Louwe)
- Harry Bronk (de vaandrig)
- Willy Ruys (de kapitein)
- Frans Somers (de aalmoezenier)
- Joke Hagelen (de vrouw van soldaat Roeter)
- Tine Medema (een vrouw bij het station)
- Wiesje Bouwmeester (de weduwe Kajeng)
- Paul van der Lek (de verteller)

## Inhoud
Soldaat Kuik klaagt over hoofdpijn. Hoewel zijn slapie Roeter meent dat ie beter z’n gebit kan laten nakijken, gaat Kuik toch op ziekenrapport en krijgt, voor de duur van een maand, “vrij van helm”, wat betekent dat hij in die tijd vrijgesteld wordt van het dragen van een helm. Gedurende een zogenaamde S.O.S.-oefening draagt Kuik een baret. Daar komen moeilijkheden van. Kuik laat het er niet bij, laat zich verleiden tot insubordinatie en wordt verwezen naar Nieuwersluis. Daar is een strafkamp waar de krijgstucht in een gradatie van drie klassen wordt bijgebracht. Zo op het eerste gezicht is dit hoorspel gebaseerd op een simpel verhaal. Het interessante ervan is, dat het een rauwe maar ook menselijke brok soldatenleven contrasteert met de kille toon van de dienstvoorschriften. Het bevat ook een aardige bloemlezing uit het jargon dat in dienst opgeld doet. Terloops komt ook het optreden van Nederlandse militairen in Indonesië ter sprake.